# Cornerhouse

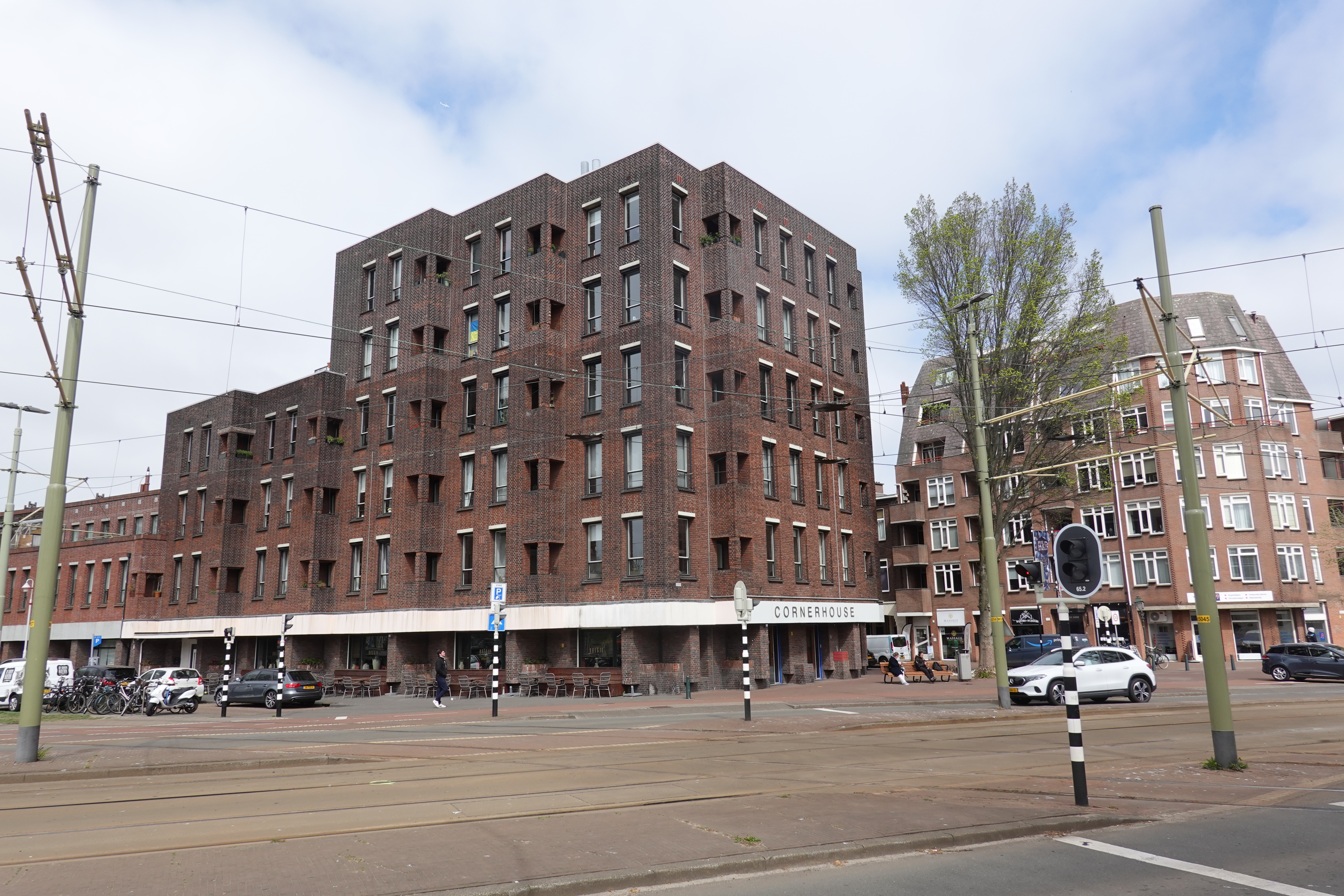
Links de Conradkade, rechts de Reinkenstraat
Foto genomen vanaf de brug over het Verversingskanaal

Cornerhouse is een gebouw in de wijk Duinoord in Den Haag. Het ligt aan de noordkant van de Laan van Meerdervoort met huisnummers 207-209. De architectuur valt onder de stijl van het functionalisme.

## Ontwikkeling Duinoord
Het eerste deel van Duinoord werd ontwikkeld vanaf het einde van de 19e eeuw. Duinoord II werd rond de eeuwwisseling gebouwd en lag tussen Duinoord I en het Statenkwartier. Duinoord II werd tijdens de Tweede Wereldoorlog voor een deel afgebroken ten behoeve van de Atlantik Wall. Duinoord III liep van de Laan van Meerdervoort tot Houtrust.
De Haagse bankier dr D.F. Scheurleer maakte een ontwikkelingsplan dat hij in 1891 bij de gemeente indiende en dat enigszins aangepast in 1892 werd overgenomen door de NV Haagsche Bouwgrond Maatschappij Duinoord. Anders dan bij het Willemspark liepen hier de straten slechts zelden parallel. Daardoor kwam het voor dat er vreemdsoortig gevormde percelen overbleven. Op de hoek tussen de Conradkade en de Reinkenstraat werd gezocht naar een hoekoplossing. Er werd in 1928 een prijsvraag uitgeschreven waarin het plan 'Kop Op' van architect Jan Grijpma te Oosterbeek gedeeld eerste werd. Het gebouw kreeg de naam Cornerhouse.
WinkelsCornerhouse werd in 1929 gebouwd tegelijk met een aantal winkels met bovenwoningen aan de Conradkade. Aan de kop was een warenhuis gevestigd. De winkels aan de Conradkade bleken niet te lopen en reeds na enkele jaren werd de winkelbestemming veranderd in een woonbestemming.
HoekoplossingDe plattegrond van het gebouw is het spiegelbeeld van de letter J. De lange kant ligt aan de Conradkade en bestaat uit lage koopappartementen. De 'krul' is aan de Laan van Meerdervoort en de Reinkenstraat. De bouw werd mogelijk nadat de dubbelsporige spoordriehoek die daar was, van de HIJSM-stoomtram, verdween.(tussen 1915 en 1925 opgeheven, in 1927 vervangen door tramlijn 11)
RestaurantsOp de begane grond zijn links en rechts van de entree twee restaurants. De entree van het linker restaurant is aan de Conradkade. Vroeger was hier restaurant Cornerhouse van de familie Bouman en later De Hete Steen van de familie Koppers. Daarna stond het een tijd leeg, waarna D-light er een restaurant opende. De sfeer veranderde, de verlichting was in knalkleuren en het bestaan van het restaurant was kortstondig. In mei 2011 werd De Stoof er geopend en de oude sfeer van een bruin café kwam terug, inclusief bruine Thonet barkrukken. De entree van het Thaise restaurant De Sissende Sampan is rechts naast de hoofdingang van het gebouw. Het is in juni 2022 onduidelijk of dit restaurant er nog is.
PanoramaflatLange tijd was Cornerhouse het hoogste gebouw in de omgeving. In 1962 werd aan de andere kant van de Laan van Meerdervoort de Panoramaflat gebouwd, een ontwerp van architect Piet Zanstra in moderne, functionalistische stijl.